# Премія НАН України імені П. Г. Костюка
Премія імені Костюка Платона Григоровича — премія, встановлена НАН України за видатні наукові роботи в галузі фізіології, біофізики і нейрофізіології.
Премію засновано 2012 року постановою Президії НАН України № 72 від 28.03.2012 та названо на честь видатного українського нейрофізіолога, основоположника наукової школи, організатора української науки Платона Костюка.
Починаючи з 2013 року Премію імені П. Г. Костюка присуджує Відділення біохімії, фізіології і молекулярної біології НАН України щотри роки.

## Лауреати премії
| Рік  | Тема | Лауреати                       | Коротко про лауреата |
| ---- | --- | ------------------------------ | --- |
| 2013 | цикл праць «Іонні канали плазматичної мембрани»                                                                                         | Кришталь Олег Олександрович    | академік НАН України, директор Інституту фізіології ім. О. О. Богомольця НАН України                                                                                                 |
| 2013 | цикл праць «Іонні канали плазматичної мембрани»                                                                                         | Лук'янець Олена Олександрівна  | професор, доктор біологічних наук, завідувач лабораторії Інституту фізіології ім. О. О. Богомольця НАН України                                                                       |
| 2013 | цикл праць «Іонні канали плазматичної мембрани»                                                                                         | Шуба Ярослав Михайлович        | професор, доктор біологічних наук, завідувач відділом Інституту фізіології ім. О. О. Богомольця НАН України                                                                          |
| 2016 | цикл праць «Молекулярні та клітинні механізми активності функціональних нейронних мереж»                                                | Веселовський Микола Сергійович | академік НАН України, заступник директора Інституту фізіології ім. О. О. Богомольця НАН України                                                                                      |
| 2016 | цикл праць «Молекулярні та клітинні механізми активності функціональних нейронних мереж»                                                | Федулова Світлана Анатоліївна  | професор, доктор біологічних наук, завідувач лабораторії Інституту фізіології ім. О. О. Богомольця НАН України                                                                       |
| 2016 | цикл праць «Молекулярні та клітинні механізми активності функціональних нейронних мереж»                                                | Шипшина Марія Сергіївна        | кандидат біологічних наук, старший науковий співробітник Інституту фізіології ім. О. О. Богомольця НАН України                                                                       |
| 2019 | за цикл праць «Структурні зміни нервової тканини головного мозку при ішемічний ураженні»                                                | Скибо Галина Григорівна        | член-кореспондент НАН України, завідувач відділу Інституту фізіології ім. О. О. Богомольця НАН України                                                                               |
| 2019 | за цикл праць «Структурні зміни нервової тканини головного мозку при ішемічний ураженні»                                                | Лушніковій Ірина Василівна     | доктор біологічних наук, провідний науковий співробітник Інституту фізіології ім. О. О. Богомольця НАН України                                                                       |
| 2019 | за цикл праць «Структурні зміни нервової тканини головного мозку при ішемічний ураженні»                                                | Коваленко Тетяна Миколаївна    | кандидат біологічних наук, старший науковий співробітник Інституту фізіології ім. О. О. Богомольця НАН України                                                                       |
| 2022 | цикл праць «Властивості, механізми функціонування та регуляція систем енергозалежного транспорту іонів Са у гладеньком’язових клітинах» | Костерін Сергій Олексійович    | академік НАН України, доктор біологічних наук, професор, заступник директора з наукової роботи та завідувач відділу біохімії м'язів Інституту біохімії ім. О.В.Палладіна НАН України |
|      | | Бабіч Лідія Григорівна         | доктор біологічних наук, провідний науковий співробітник відділу біохімії м'язів Інституту біохімії ім. О.В.Палладіна НАН України                                                    |
|      | | Шликов Сергій Георгійович      | доктор біологічних наук, провідний науковий співробітник відділу біохімії м'язів Інституту біохімії ім. О.В.Палладіна НАН України                                                    |